# Modèle de crise de change de deuxième génération
Les modèles de crise de change de deuxième génération sont la deuxième génération des modèles de crise de change. Ils permettent d'expliquer les crises de change dans une situation où un État dispose de réserves de change suffisantes et où sa politique économique n'est pas contraire aux exigences du régime de change du pays. Le principal facteur explicatif de ce modèle est l'anticipation, par les agents économiques, d'un arbitrage du pouvoir politique entre le maintien du régime de change fixe d'une part et la stimulation de la croissance économique par le biais d'une baisse des taux directeurs d'autre part.

## Historique
Le premier modèle de crise de change, qui appartient aux modèle de crise de change de première génération, est mis en place par Paul Krugman en 1979. Ce modèle, et ceux qui le suivent et l'approfondissent, sont intéressants et permettent d'expliquer certaines crises. Ils connaissent une très grande postérité.
Ces modèles font résider la crise de change dans une incohérence entre la politique économique menée par le gouvernement et les exigences du taux de change fixe. En régime fixe, la banque centrale doit défendre la monnaie sur le marché des changes pour que son taux de change soit toujours identique à celui d'une monnaie de référence. Si une inflation a lieu dans le pays, cela cause une perte de valeur de la monnaie nationale par rapport aux autres monnaies. La valeur de la monnaie chute, et elle ne peut pas être indéfiniment compensée par une politique de change par laquelle la banque centrale vend ses réserves de change contre de la monnaie nationale afin de soutenir sa valeur. La crise survient quand les agents économiques se rendent compte que la banque centrale sera bientôt obligée de laisser flotter la monnaie, et ce à un taux plus faible que par le passé, du fait du caractère fini des réserves de change.
Toutefois, les années 1990 sont marquées par des crises de change qui ne sont pas explicables par ces modèles. La crise du Système monétaire européen et la crise de la livre sterling de 1992 frappent des pays riches dont l'inflation est sous contrôle, dont les banques centrales disposent de réserves de change abondantes, et dont la balance courante n'est pas particulièrement déficitaire. Certains économistes comme Maurice Obstfeld proposent alors des modèles nouveaux qui correspondent mieux à cette situation, et dont les fondements explicatifs sont différents des modèles de première génération.
Ultérieurement aux modèles de crise de change de deuxième génération ont été développés les modèles de crise de change de troisième génération.

## Concept
Les modèles de crise de change de deuxième génération sont des modèles qui expliquent comment une crise de change peut se produire quand bien même le pays en question ne souffre d'aucune dynamique non soutenable. Ces modèles donnent un rôle important aux anticipations auto-réalisatrices. C'est le comportement de l'autorité monétaire qui va former les anticipations des agents économiques qui, elles-mêmes, vont forcer la banque centrale à abandonner le régime de change fixe.
Dans les modèles de crises de deuxième génération, l'autorité monétaire décidant de la politique de change envoie des signaux, par ses décisions, aux agents économiques. Il peut arriver que la banque centrale se trouve dans une situation d'arbitrage entre le maintien du régime de change fixe et la poursuite d'autres objectifs, tels que la lutte contre le chômage. Lorsqu'il devient clair aux yeux des agents économiques que l'autorité monétaire penche du côté des objectifs comme la lutte contre le chômage plus que du côté du maintien du régime de change fixe, ils lancent une attaque spéculative qui cause une chute de la valeur de la monnaie. La banque centrale ne peut que ratifier ex post la décision des agents économiques. 

## Vérification empirique
Le modèle de crise de change de deuxième génération a connu un succès académique important car il a permis d'interpréter certaines crises de change. 
Un cas empirique classique est celui du Royaume-Uni en 1992. Le pays dispose d'un taux de change quasi-fixe dans le cadre du Système monétaire européen. Afin de lutter contre une fuite de capitaux due à un relèvement du taux d'intérêt en Allemagne (les capitaux quittant l'Angleterre pour se rendre dans le pays qui propose une rémunération plus élevée), la Banque d'Angleterre doit relever ses taux directeurs. Cela signifie toutefois aggraver la situation économique et faire augmenter le chômage, car une hausse des taux, si elle permet de lutter contre une dépréciation, déprime l'économie en renchérissant le coût du crédit. La Banque d'Angleterre décide alors d'augmenter ses taux, mais de peu ; cela convainc le marché que la banque centrale a arbitré en faveur de la lutte contre le chômage et ne défendra pas le maintien de la livre sterling dans le SME. Une attaque spéculative contre la livre a lieu, et la Banque d'Angleterre est contrainte de sortir du système européen.